# Жената от пясъците
„Жената от пясъците“ (на японски: 砂の女) е японски филм от 1964 година, драма с елементи на трилър на режисьора Хироши Тешигахара. Сценарият на Кобо Абе е базиран на едноименния му роман от 1962 година.
В центъра на сюжета са отношенията между млад ентомолог, който е затворен от жителите на изолирано село в голяма дупка в пясъка, и живеещата там местна жена, непрекъснато изгребваща пясък от дупката, за да не бъде затрупана. Главните роли се изпълняват от Еиджи Окада и Кьоко Кишида.
„Жената от пясъците“ е номиниран за „Оскар“ за чуждоезичен филм и за режисура, както и за наградата „Златна палма“ на Кинофестивала в Кан, където печели специалната награда на журито.